# Marija Naumova
Marija Naumova (ros. Мария Наумова), znana także jako Marie N (ur. 23 czerwca 1973 w Rydze) – łotewska piosenkarka pochodzenia rosyjskiego. Zwyciężczyni 47. Konkursu Piosenki Eurowizji (2002).

## Życiorys
W 1994 dzięki udziałowi w programie telewizyjnym dla młodych talentów została dostrzeżona przez kompozytora Raimonda Paulsa. W 1998 zagrała koncert z okazji obchodów 100. rocznicy urodzin George'a Gershwina oraz wydała debiutancki album studyjny. W 2000 z piosenką „For You My Friends” zajęła drugie miejsce w programie Eirodziesma 2000, wyłaniającym reprezentanta Łotwy w finale 46. Konkursu Piosenki Eurowizji. W 2001 wystartowała w kolejnej edycji programu, tym razem z utworem „Hey Boy, Follow Me”, z którym zajęła trzecie miejsce w finale.
W 2002 zwyciężyła z utworem „I Wanna” w finale programu Eirodziesma 2002, dzięki czemu reprezentowała Łotwę w 47. Konkursie Piosenki Eurowizji w Tallinnie. 25 maja zwyciężyła w finale konkursu po zdobyciu 176 punktów. Została tym samym pierwszą reprezentantką Łotwy, która zapewniła krajowi wygraną w konkursie, a także drugą kobietą, która była autorką zwycięskiej piosenki. Po finale konkursu odbyła europejską trasę koncertową, która obejmowała koncerty w Izraelu, Grecji, Niemczech, Rumunii, Austrii i Rosji. Podpisała także roczny kontrakt z władzami Windawy, zostając wizytówką miasta i zobowiązując się do zagrania 12 koncertów na terenie miasta. W listopadzie wydała dwa albumy: Secrets i Noslepumi.
W 2003 była jurorką w programie Ena tragoudi gia tin Europi, wyłaniającym reprezentanta Grecji w 48. Konkursie Piosenki Eurowizji, oraz współprowadziła finał Eurowizji 2003 w Rydze. Przed konkursem zapewniła, że nie wróci na konkurs jako uczestniczka. W tym samym roku wystąpiła także podczas corocznego kongresu łotewskiej społeczności z Łotewsko-Amerykańskim Stowarzyszeniem Młodzieży oraz wyruszyła w trasę koncertową po Ameryce Północnej.

## Dyskografia
Albumy
- Do swietłych sloz (1998)
- Ieskaties acīs (2000)
- Ma voix, ma voie (2001)
- On a Journey (2002)
- Noslēpumi (2002)
- Nesauciet sev līdzi (2004)
- Another Dream (2005)
- Lullabies (2010)
- Uz ilūziju tilta (2016)